# Потрійні ворота

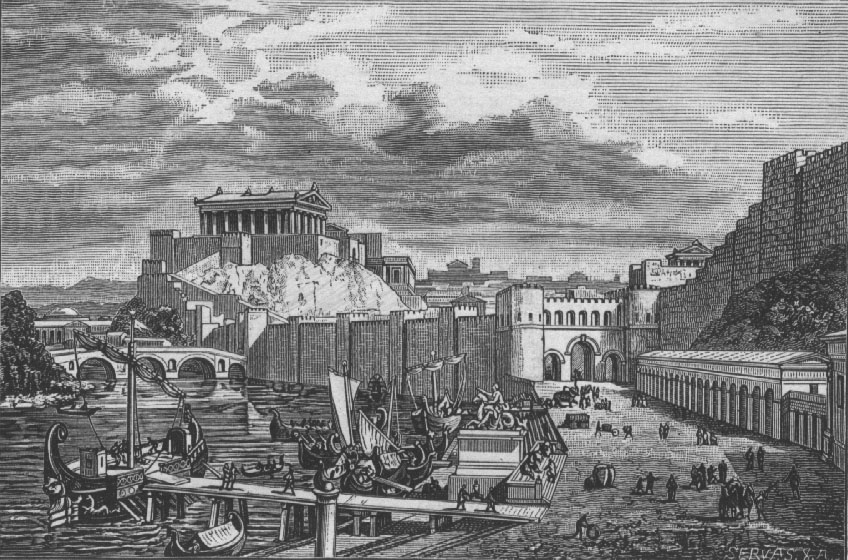
Гравюра, де видно потрійні ворота

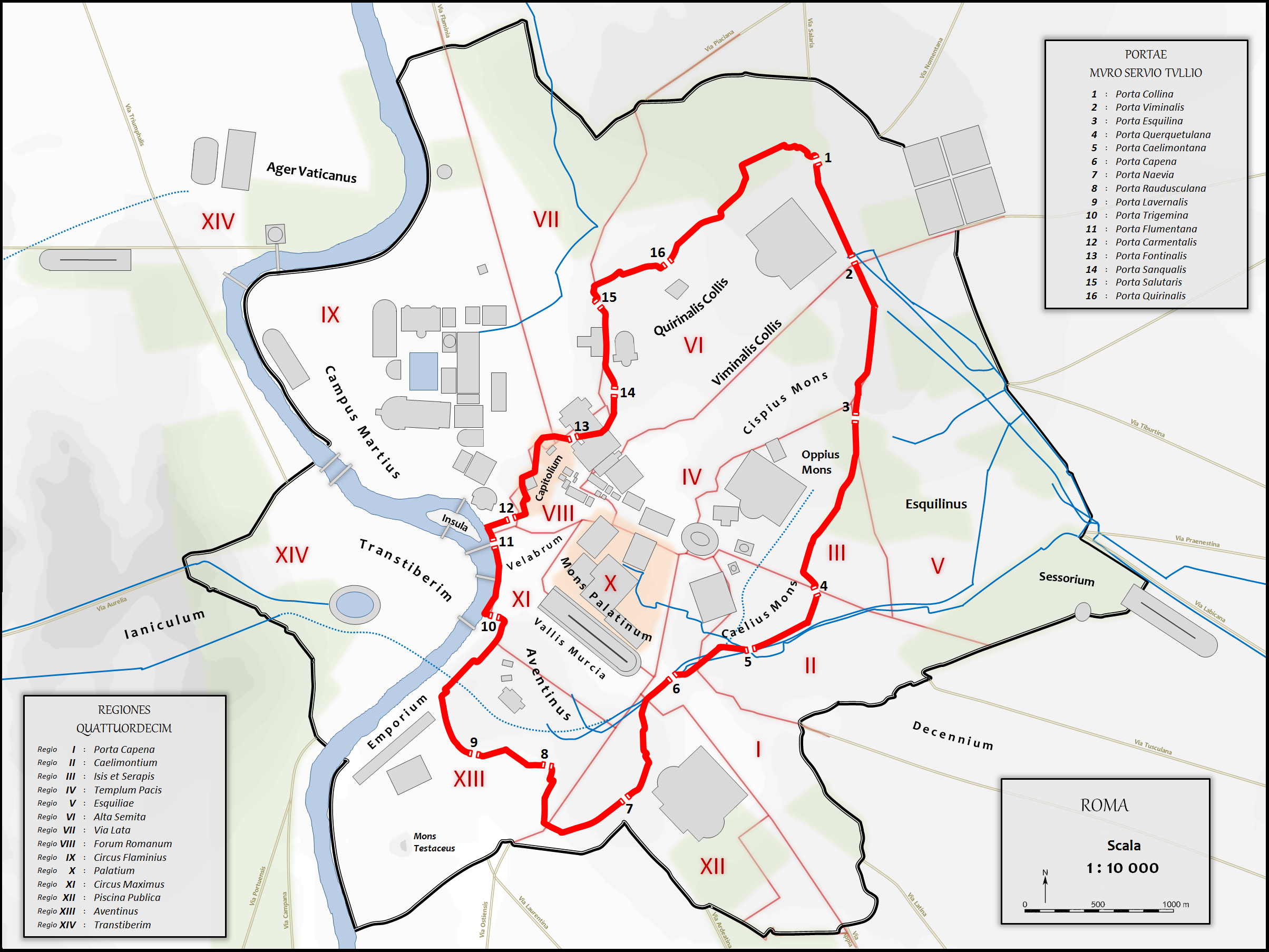
План Риму. Потрійна брама відзначена числом 10

Потрійні ворота (лат. Porta Trigemina) - одна з найважливіших воріт Сервієвої стіни Риму, побудовані в 4 столітті до нашої ери; крізь ворота проходила Остійська дорога, що веде до Остії, найбільшого римського порту. До наших днів ворота не збереглися, проте вони часто згадуються античними авторами. Згідно з їх нотатками, вони стояли між північним схилом пагорба Авентін і річкою Тибр, з південно-східної сторони Бичачого форуму. Назва воріт дозволяє припустити, що вони мали три проходи, з яких центральний призначався для транспортних засобів, а два бічних для пішоходів.
На початку другого століття до нашої ери в безпосередній близькості від воріт знаходився торговий порт, у зв'язку з чим неподалік воріт було споруджено численні склади. Ймовірно, це були тимчасові споруди, які були знесені при переміщенні порту вниз за Тибром, тому що після 173 до нашої ери ніяких згадок складів не знаходиться. Плавт описує простір за воротами як улюблене місце жебраків.
Деякі дослідники вважають, що за часів Октавіана Августа ворота реконструйовані.